# 33382 Indranidas
33382 Indranidas este o planetă minoră (asteroid), cu un diametru de 5,775 km, din centura de asteroizi. A fost descoperită pe 10 februarie 1999 la Experimental Test Site⁠(d) de Lincoln Near-Earth Asteroid Research. 
Obiectul prezintă o orbită caracterizată de o semiaxă mare de 2,3960529 UAi, o excentricitate de 0,14, o înclinație de 4,12527 ° în raport cu ecliptica.